# Бакинское коммерческое училище
Бакинское коммерческое училище (азерб. Bakı Kommersiya Məktəbi) — учебное заведение, действовавшее в Баку в начале XX века. Было создано с целью подготовки и обучения недостающих специалистов по определенным профессиям.

## История
Бакинское коммерческое училище было открыто в 1901 году. Оно было открыто благодаря усилиям и финансовой поддержке местных предпринимателей. Первым почётным попечителем Бакинского коммерческого училища до 1918 года был Гаджи Зейналабдин Тагиев. Среди других благотворителей были Шамси Асадуллаев, Фаррух бек Везиров, А. Манташев, Братья Нобель и иные.
Общее заведование делами училища возлагалось на Попечительский совет. Председателями Попечительского совета БКУ являлись П. О. Гукасов — председатель Совета съездов Бакинских нефтепромышленников (1901—1905) и инженер-технолог, председатель Бакинского биржевого комитета С.С. Тагианосов (1906—1918).

## Курс обучения
Учебный курс состоял из восьми классов, последние два из которых считались специализированным курсом. Подготовительные занятия были для тех, кто не говорил на русском языке. Особое внимание уделялось коммерческим расходам, бухгалтерскому учету, товарной, политической экономии.

## Программа обучения
В учебной программе не учитывались характеристики страны, география, история и культура Кавказа.
Алимардан бек Топчибашев, член Совета опеки и попечительства училища, высказал предположение о необходимости учета национальных и религиозных особенностей образовательного контингента. Принимая во внимание расширение торговли России с Востоком, Алимардан бек Топчибашев утверждал, что в школе ученикам должны преподаваться восточные языки, а также экономическая география Кавказа и соседних стран.
В отличие от иностранных языков, родной язык азербайджанцев не рассматривался как предмет.
Кроме учебного процесса, большое внимание уделяли физическому воспитанию учащихся, их гигиене, правильному питанию, и другим вопросам повседневной жизни обучающихся подростков.

## Преподаватели
В училище проводили обучение квалифицированные преподаватели, окончившие российские вузы.
В 1901—1909 годах — Ахмед-бек Агаев, в 1906 году — Нариман Нариманов здесь преподавали азербайджанский язык и шариат.
С 1902—1903 учебного года должность директора Бакинского коммерческого училища занимал бывший инспектор Бакинской классической мужской гимназии, статский советник Фехнер Эдуард Августович.
С 1907 года обязанности директора исполнял бывший учитель математики Елизаветпольской мужской гимназии (1896—1902), Тифлисского коммерческого училища (1903—1904), инспектор БКУ с 1905 года Михаил Иванович князь Тактаков.